# Agrypon peritum
Agrypon peritum là một loài tò vò trong họ Ichneumonidae.